# Kanon×kanon
kanon×kanon（カノン×カノン）は、日本のアキバ系音楽ユニット。

## 概要
公式設定は「2.5次元的奇才音楽ユニット」。コンセプトとして、個性豊かなヴィジュアル表現と、日本独自の“和”をベースに活動していくとのこと。尚、彼らは「2.5次元」という時空の狭間からやってきたため、実体が無い存在であるという。
男女二人組のユニットであるが、名前はどちらも「カノン」であるため、このユニット名となった。公式サイトでは顔写真のみが公開されているものの、詳細なプロフィールについては非公開の状態である。
2010年11月17日、シングル「カレンデュラ レクイエム」のリリースをもってデビュー。MVには分島花音も本人名義として最初と最後の場面で出演している。
2011年7月1日から3日には、アメリカ・アナハイムで開催された『AM2』イベントにて初のライブ出演を果たす。共演は分島花音。同年10月27日、品川ステラボールにて開催された第8回東京国際ミュージックマーケットのショーケースライブに参加。日本での初ライブとなる。その後、11月4日から18日にかけてヨーロッパ7か国10都市でのツアー『kanon×kanon×kanon　Euro Tour 2011』を分島花音と行う。

## メンバー
- kanon(♀)
  - 不思議系チェロ弾きヴォーカリスト♀。
- kanon(♂)
  - アキバ系クリエイター♂。

## ディスコグラフィー

### シングル
1. カレンデュラ レクイエム（2010年11月17日） - オリコン週間チャート初登場50位
  - 初回限定盤、通常盤、期間限定生産盤の3タイプ同時発売。
  - アニメ『屍鬼』後期オープニングテーマ。
2. 恋の道程（2011年6月15日）- オリコン週間チャート初登場49位
  - 通常盤とアニメ盤の2タイプ同時発売。
  - アニメ『30歳の保健体育』オープニングテーマ。